# Ciekocinko
Ciekocinko (kaszb. Cékòcënko) – osada kaszubska w Polsce położona w województwie pomorskim, w powiecie wejherowskim, w gminie Choczewo na obszarze Pobrzeża Kaszubskiego nad rzeką Chełst. Osada jest częścią składową sołectwa Ciekocino.
W latach 1975–1998 miejscowość administracyjnie należała do województwa gdańskiego.

## Demografia
Współczesna struktura demograficzna osady Ciekocinko na podstawie danych z lat 1995–2009 według roczników GUS-u, z prezentacją danych z 2002 roku:

| WYSZCZEGÓLNIENIE | WYSZCZEGÓLNIENIE | WYSZCZEGÓLNIENIE | WYSZCZEGÓLNIENIE | WYSZCZEGÓLNIENIE | J. m.       | POPULACJA MIESZKAŃCÓW (w przedziałach wiekowych w 2002 roku) | POPULACJA MIESZKAŃCÓW (w przedziałach wiekowych w 2002 roku) | POPULACJA MIESZKAŃCÓW (w przedziałach wiekowych w 2002 roku) | POPULACJA MIESZKAŃCÓW (w przedziałach wiekowych w 2002 roku) | POPULACJA MIESZKAŃCÓW (w przedziałach wiekowych w 2002 roku) | POPULACJA MIESZKAŃCÓW (w przedziałach wiekowych w 2002 roku) | POPULACJA MIESZKAŃCÓW (w przedziałach wiekowych w 2002 roku) | POPULACJA MIESZKAŃCÓW (w przedziałach wiekowych w 2002 roku) | POPULACJA MIESZKAŃCÓW (w przedziałach wiekowych w 2002 roku) | POPULACJA MIESZKAŃCÓW (w przedziałach wiekowych w 2002 roku) |
| WYSZCZEGÓLNIENIE | WYSZCZEGÓLNIENIE | WYSZCZEGÓLNIENIE | WYSZCZEGÓLNIENIE | WYSZCZEGÓLNIENIE | J. m.       | OGÓŁEM                                                       | 0-9                                                          | 10-19                                                        | 20-29                                                        | 30-39                                                        | 40-49                                                        | 50-59                                                        | 60-69                                                        | 70-79                                                        | 80 +                                                         |
| ---------------- | ---------------- | ---------------- | ---------------- | ---------------- | ----------- | ------------------------------------------------------------ | ------------------------------------------------------------ | ------------------------------------------------------------ | ------------------------------------------------------------ | ------------------------------------------------------------ | ------------------------------------------------------------ | ------------------------------------------------------------ | ------------------------------------------------------------ | ------------------------------------------------------------ | ------------------------------------------------------------ |
| I.               | OGÓŁEM           | OGÓŁEM           | OGÓŁEM           | OGÓŁEM           | os.         | 248                                                          | 48                                                           | 44                                                           | 39                                                           | 23                                                           | 44                                                           | 18                                                           | 17                                                           | 13                                                           | 2                                                            |
| I.               | —                | odsetek          | odsetek          | odsetek          | %           | 100                                                          | 19,4                                                         | 17,8                                                         | 15,8                                                         | 9,2                                                          | 17,8                                                         | 7,2                                                          | 6,8                                                          | 5,2                                                          | 0,8                                                          |
| I.               | 1.               | WEDŁUG PŁCI      | WEDŁUG PŁCI      | WEDŁUG PŁCI      | WEDŁUG PŁCI | WEDŁUG PŁCI                                                  | WEDŁUG PŁCI                                                  | WEDŁUG PŁCI                                                  | WEDŁUG PŁCI                                                  | WEDŁUG PŁCI                                                  | WEDŁUG PŁCI                                                  | WEDŁUG PŁCI                                                  | WEDŁUG PŁCI                                                  | WEDŁUG PŁCI                                                  | WEDŁUG PŁCI                                                  |
| I.               | 1.               | A.               | Mężczyzn         | Mężczyzn         | os.         | 128                                                          | 21                                                           | 26                                                           | 21                                                           | 11                                                           | 26                                                           | 8                                                            | 8                                                            | 7                                                            | —                                                            |
| I.               | 1.               | A.               | —                | odsetek          | %           | 51,6                                                         | 8,5                                                          | 10,5                                                         | 8,5                                                          | 4,4                                                          | 10,5                                                         | 3,2                                                          | 3,2                                                          | 2,8                                                          | —                                                            |
| I.               | 1.               | B.               | Kobiet           | Kobiet           | os.         | 120                                                          | 27                                                           | 18                                                           | 18                                                           | 12                                                           | 18                                                           | 10                                                           | 9                                                            | 6                                                            | 2                                                            |
| I.               | 1.               | B.               | —                | odsetek          | %           | 48,4                                                         | 10,9                                                         | 7,3                                                          | 7,3                                                          | 4,8                                                          | 7,3                                                          | 4                                                            | 3,6                                                          | 2,4                                                          | 0,8                                                          |

 Rysunek 1.1 Piramida populacji — struktura płci i wieku osady
| I. | OGÓŁEM | OGÓŁEM  | OGÓŁEM            | OGÓŁEM            | OGÓŁEM            | os.     | 248     | 128     | 120     |         |         |         |         |         |         |         |         |         |         |         |
| I. | —      | odsetek | odsetek           | odsetek           | odsetek           | %       | 100     | 51,6    | 48,4    |         |         |         |         |         |         |         |         |         |         |         |
| I. | 1.     | W WIEKU | W WIEKU           | W WIEKU           | W WIEKU           | W WIEKU | W WIEKU | W WIEKU | W WIEKU | W WIEKU | W WIEKU | W WIEKU | W WIEKU | W WIEKU | W WIEKU | W WIEKU | W WIEKU | W WIEKU | W WIEKU | W WIEKU |
| I. | 1.     | A.      | Przedprodukcyjnym | Przedprodukcyjnym | Przedprodukcyjnym | os.     | 85      | 43      | 42      |         |         |         |         |         |         |         |         |         |         |         |
| I. | 1.     | A.      | —                 | odsetek           | odsetek           | %       | 34,2    | 17,3    | 16,9    |         |         |         |         |         |         |         |         |         |         |         |
| I. | 1.     | B.      | Produkcyjnym      | Produkcyjnym      | Produkcyjnym      | os.     | 134     | 73      | 61      |         |         |         |         |         |         |         |         |         |         |         |
| I. | 1.     | B.      | —                 | odsetek           | odsetek           | %       | 54,1    | 29,5    | 24,6    |         |         |         |         |         |         |         |         |         |         |         |
| I. | 1.     | B.      | a.                | mobilnym          | mobilnym          | os.     | 97      | 49      | 48      |         |         |         |         |         |         |         |         |         |         |         |
| I. | 1.     | B.      | a.                | —                 | odsetek           | %       | 39,2    | 19,8    | 19,4    |         |         |         |         |         |         |         |         |         |         |         |
| I. | 1.     | B.      | b.                | niemobilnym       | niemobilnym       | os.     | 37      | 24      | 13      |         |         |         |         |         |         |         |         |         |         |         |
| I. | 1.     | B.      | b.                | —                 | odsetek           | %       | 14,9    | 9,7     | 5,2     |         |         |         |         |         |         |         |         |         |         |         |
| I. | 1.     | C.      | Poprodukcyjnym    | Poprodukcyjnym    | Poprodukcyjnym    | os.     | 29      | 12      | 17      |         |         |         |         |         |         |         |         |         |         |         |
| I. | 1.     | C.      | —                 | odsetek           | odsetek           | %       | 11,7    | 4,8     | 6,9     |         |         |         |         |         |         |         |         |         |         |         |

## Zabytki
- neobarokowy dwór z 1910, parterowy, z boczną czterokondygnacyjną wieżą na planie wydłużonego prostokąta nakrytą dachem naczółkowym. Obok pozostałości folwarku, gorzelnia, dom rządcy i obora[7].

## Literatura
1. Bielec Jan (red.), Szwałek Stanisława: Wykaz urzędowych nazw miejscowości w Polsce. Ministerstwo Administracji, Gospodarki Terenowej i Ochrony Środowiska. T. I: A - J. Warszawa: GUS, 1980. Brak numerów stron w książce
2. Sitek Janusz: Nazwy geograficzne Rzeczypospolitej Polskiej. Ministerstwo Gospodarki Przestrzennej i Budownictwa, Główny Geodeta Kraju, Urząd Rady Ministrów, Komisja Ustalania Nazw Miejscowości i Obiektów Fizjograficznych. Warszawa: Państwowe Przedsiębiorstwo Wydawnictw Kartograficznych im. Eugeniusza Romera, 1991. ISBN 83-7000-071-1. Brak numerów stron w książce